# Mike Collard
Mike Collard (* 30. Januar 2003 in Culemborg) ist ein niederländischer Eishockeyspieler, der seit 2022 bei den Heerenveen Flyers in der belgisch-niederländischen BeNe League unter Vertrag steht. Seine Schwester Kimberley und sein Onkel Tony sind ebenfalls niederländische Nationalspieler.

## Karriere

### Klubs
Mike Collard begann seine Karriere in den Vereinigten Staaten, wo er für die Fox Motors in der Tier 1 Elite Hockey League spielte. 2021 kehrte er in die Niederlande zurück und spielte für die Zoetermeer Panters in der belgisch-niederländischen BeNe League und unterklassig bei den IJCU Dragons Utrecht. 2022 wechselte er zum Ligakonkurrenten Heerenveen Flyers, wo er seither spielt.

### International
Für die Niederlande nahm Collard im Juniorenbereich an den Spielen der Division II der U18-Junioren-Weltmeisterschaft 2019 sowie den U20-Weltmeisterschaften der Division II 2020, 2022 und 2023 teil.
Sein Debüt in der Herren-Nationalmannschaft gab Collard beim Division-II-Turnier der Weltmeisterschaft 2022, als den Niederländern der Aufstieg in die Division I gelang. Dort spielte er dann 2023 und 2024.

## Erfolge und Auszeichnungen
- 2022 Aufstieg in die Division II, Gruppe A, bei der U20-Weltmeisterschaft der Division II, Gruppe B
- 2022 Aufstieg in die Division I, Gruppe B, bei der Weltmeisterschaft der Division II, Gruppe A